# Красные рубашки (США)
Кра́сные руба́шки (англ. Red shirts) — военизированная террористическая организация, продвигавшая идею превосходства белых.

## История
Организация действовала на юге США в конце XIX века, в последние годы и после окончания эпохи Реконструкции Юга. Группы «Красные рубашки» возникли в Миссисипи в 1875 году, когда представители Демократической партии стали привлекать их к своей деятельности, угрожая южным республиканцам, как белым, так и вольноотпущенникам. Среди наиболее выдающихся «красных рубашек» были сторонники кандидата от Демократической партии Уэйда Хэмптона III-го во время кампаний по выборам губернаторов Южной Каролины в 1876 и 1878 годах.
В конце девятнадцатого века «Красные рубашки», «Белая лига», стрелковые клубы и подобные группы работали открыто и были лучше организованы, чем тайные группы, такие как Ку-клукс-клан. Они использовали организованность, запугивание и силовые методы воздействия для достижения политических целей, восстановления демократов у власти, опрокидывания республиканцев и подавления гражданских и избирательных прав вольноотпущенников. Во время кампаний 1876, 1898 и 1900 годов в Северной Каролине «красные рубашки» играли заметную роль в запугивании избирателей, не являющихся сторонниками Демократической партии США.

### Книги и памфлеты
- Ball, W. W. 1868—1952. (William Watts), A boy’s recollections of the Red Shirt campaign of 1876 in South Carolina [Columbia, S.C. : The Club], 1911
- Drago, Edmund L. Hurrah for Hampton!: Black Red Shirts in South Carolina during Reconstruction. — University of Arkansas Press, 1998. — ISBN 1-55728-541-1.
- Edmonds, Helen G. The Negro and Fusion Politics in North Carolina, 1894—1901, Chapel Hill, NC:The University of North Carolina Press,1951.
- Edgar, Walter. South Carolina A History. — University of South Carolina Press, 1998. — ISBN 1-57003-255-6.
- Reynolds, John S. Reconstruction in South Carolina. — Negro University Press, 1969. — ISBN 0-8371-1638-4.
- Sheppard, William Arthur Some Reasons Why Red Shirts Remembered, (Greer: The Chas P. Smith Company, 1940)
- ibid., Red Shirts Remembered, (Atlanta: Ruralist Press, INC, 1940)
- Simkins, Francis Butler & Woody, Robert Hilliard South Carolina During Reconstruction, (Durham: The University of North Carolina Press, 1932)
- Thompson, Henry Tazewell, 1859- Ousting the carpetbagger from South Carolina Columbia, S.C., Press of the R.L. Bryan company, 1926.
- Williams, Alfred B. Hampton and his Red shirts; South Carolina's deliverance in 1876. — Walker, Evans & Cogswell Company, 1935.

### Журнальные и газетные статьи
- Ball, William Watts. The State That Forgot: South Carolina's Surrender to Democracy. — Indianapolis, IN : The Bobbs-Merril Company, 1932.
- Beeby, James M. «Red Shirt Violence, Election Fraud, and the Demise of the Populist Party in North Carolina’s Third Congressional District, 1900», North Carolina Historical Review. 85.1 (2008): 1-28. Print.
- Richard H. Pildes, «Democracy, Anti-Democracy, and the Canon», Constitutional Commentary, 17, (2000).
- Prather, H.Leon. «The Red Shirt Movement in North Carolina 1898—1900», Journal of Negro History 62.2 (1977): 174—184. Web.
- «White Men Show Their Determination to Rid themselves of Negro Rule: A thousand Red Shirts», Morning Star, 2 November 1898, Special Star Telegram: p. 1. Print. .
- «Riots in North Carolina: Red Shirts Drive Off Populist Speakers and Destroy Stand», New York Times, 2 August 1900.